# Mahan
Mahan fou una confereació de 54 clans de Corea, que va sorgir de la fragmentació de la lliga coreana de Jin al segle ii aC, i va originar després el regne de Paekche. Els sobirans de Mahan es titulaven reis de Jin i portaven un nom en vida i un després de la mort.

## Llista de reis
- Gi-t'ak (Mu-gang Wang) 193-189 aC
- Gi-kam (An Wang) 189-157 aC
- Gi-sik (Hye Wang) 157-144 aC
- Gi-mu (Myung Wang) 144-113 aC
- Gi-hyung (Hyo Wang) 113-73 aC
- Gi-sup (Yang Wang) 73-58 aC
- Gi-hun (Wun Wang) 58-32 aC
- Gi-jung (Kye Wang) 32-16 aC
- Gi-hak (nom de mort desconegut) 16-9 aC